# Brian Scalabrine
Brian David Scalabrine (Long Beach, 18 de março de 1978) é um ex-jogador profissional de basquetebol norte-americano que atuava na NBA. Conhecido pelo seu carisma, o "Mamba Branca" (em inglês: White Mamba), como é popularmente chamado pelos fãs, atuou no Boston Celtics na conquista de seu 17° título da NBA em 2008. Também atuou por New Jersey Nets e Chicago Bulls. Em 2012 anunciou sua aposentadoria das quadras.

## Carreira
Scalabrine foi draftado pelos New Jersey Nets em 2001 no Segundo Round. Durante os primeiros anos de partidas ele foi banco dos Nets, como um 12° homem, e só registrado em curtos minutos durante a temporada.
Em 2005, com o Nets atormentado por lesões, ele aumentou sua quantidade de jogos e começou a registrar alguns minutos decentes, fazendo uma média de 6,3 pontos e 4,5 rebotes por jogo. O momento culminante de Scalabrine como um Net foi quando ele entrou no jogo 5 da 2004 NBA Eastern Conference Semifinals entre os New Jersey Nets e os Detroit Pistons. Em jogo de três tempos extras, Brian alcança sua maior pontuação em uma única partida, 17 pontos, ajudando os Nets a conduzirem tal série a chocantes 3-2, antes de serem eliminados dos playoffs. Ainda jogando pelos Nets, Scalabrine marcou 29 pontos em uma partida contra os Golden State Warriors no dia 26 de janeiro de 2005.

## Boston Celtics
Em 2 de agosto de 2005, Scalabrine assinou um contrato de cinco anos com o Boston Celtics por 15 milhões de dólares durante os 5 anos.
Em 48 jogos durante a temporada 2007-08, Scalabrine começou em nove e jogou uma média de  10,7 minutos. Ele teve também uma média de 1,8 pontos e 1,6 rebotes por jogo. Em 16 de Abril de 2008, durante o último jogo da temporada regular, Scalabrine empatou o seu máximo de temporada com seis rebotes e 29 minutos jogados. Ele fez nenhuma participação nos playoffs na NBA daquele ano, que o Boston Celtics se sagrou campeão em cima do Los Angeles Lakers. Na época muitas pessoas fizeram Meme (Internet) e brincadeiras com o fato de Brian não ter jogado nenhum jogo na fase de Playoffs NBA de 2008, que foi finalizada com o título para os Celtas de Boston.

## Chicago Bulls
Em 21 de Setembro de 2010 Scalabrine aceitou um contrato não-garantido com o Chicago Bulls. Os Bulls foram jogar em Boston contra o Boston Celtics em 5 de novembro de 2010 e em um duplo tempo-extra os Bulls venceram por 110-105. Scalabrine jogou três minutos naquele jogo. Depois ainda jogou 18 jogos com os Bulls, fazendo a média de 1,1 pontos e 0,4 rebotes por jogo.

## Itália e retorno ao Bulls
Em 22 de setembro de 2011, durante o locaute da NBA de 2011, Scalabrine assinou com o time italiano Benetton Treviso. E saiu do time em dezembro de 2011 para procurar oportunidades na NBA depois que o locaute terminou.
E em 12 de dezembro de 2011, Scalabrine re-assinou com os Bulls.

## Vida pessoal
Scalabrine casou-se com Kristen Couch em 2003 em uma cerimônia realizada no Havaí. O casamento resultou em dois filhos. O atleta possui também dois irmãos e uma irmã.